# Grigory Zass
 (septembre 2021).
Grigori Khristoforovich Zass (russe : Григорий Христофорович Засс; allemand : Georg Otto Ewald Freiherr von Saß) est un général de l'empire russe né le 29 avril 1797 en Westphalie et mort le 4 décembre 1883 dans l'empire Russe. Zass a commandé les troupes russes au cours de la guerre russo-circassienne,,,,, où il devient connu à cause de ses opinions profondément racistes et ses méthodes cruelles contre les Circassiens, qu'il considère comme une « race inférieure », ce qui selon lui justifiait leur massacre et leur utilisation dans des expériences scientifiques,,. Zass appliquait des méthodes cruelles comme immoler des victimes vivantes, les décapiter par jeu, raser par le feu des villages densément peuplés, provoquer des épidémies volontairement, le viol en masse d'enfants et d'autres actes,,. Il a fondé la ville d'Armavir en 1839.